# Patrician IV
Patrician IV es un videojuego de simulación económica desarrollado por Gaming Minds Studios y parte de la serie Patrician. Es un juego que simula comercio, piratería, política y economía. Un paquete de expansión, Rise of a Dynasty, se lanzó en abril de 2011.
El juego recibió críticas mixtas de los críticos, quienes notaron la falta de un componente multijugador que había estado presente anteriormente en Patrician III: Imperio de los Mares y su presentación generalmente seca.

## Modo de juego
El jugador sirve como miembro de la Liga Hanseática en un mapa centrado en el norte de Europa con el objetivo de intentar convertirse en una potencia importante dentro de él. Para aumentar su riqueza y poder, el jugador se involucra en el comercio contratando barcos para vender bienes en el mapa. A medida que la riqueza del jugador crece a partir del comercio, puede participar en la política de alcaldes en diferentes ciudades para aumentar su poder directo, construir negocios en las ciudades y participar en combates.
El juego contiene un modo de campaña que enseña la mecánica del juego al jugador y un modo de juego libre, donde el jugador tiene un nivel de libertad para perseguir sus propias prioridades. El modo campaña funciona como un tutorial para el jugador al darle tareas establecidas con ejemplos en video que muestran cómo completar diferentes funciones; El manual del juego también contiene información sobre conceptos clave.

## Desarrollo
Después del lanzamiento de Patrician III: Imperio de los Mares, el personal del desarrollador de videojuegos alemán Ascaron se centró en su serie de juegos Port Royale, pero después de su falta de éxito en su mercado doméstico alemán, decidió continuar con el desarrollo del próximo juego de la serie Patrician. Ascaron, el editor original de la serie Patrician, se declaró en bancarrota en junio de 2009 y Kalypso Media compró Patrician junto con otras propiedades en una venta. Kalypso también formó Gaming Minds Studios con exdesarrolladores de videojuegos de Ascaron, incluidos empleados que habían trabajado anteriormente en la serie Patrician. Kalypso anunció que Patrician IV sería el primer juego lanzado de la biblioteca de derechos de propiedad de Ascaron que habían comprado.
Los desarrolladores decidieron interrumpir el uso de los gráficos de píxeles del juego anterior y crearon un nuevo motor 3D para el juego para tratar de atraer a los jugadores de otros juegos de simulación de estrategia, como la serie de videojuegos Anno. El equipo decidió renunciar a un modo multijugador para el lanzamiento debido a la preocupación de que no escalaría bien con otros jugadores.
El juego fue anunciado como uno de los títulos de lanzamiento del servicio en la nube OnLive en 2011.

## Recepción
El juego recibió críticas mixtas de los críticos, recibiendo un 66% de Metacritic. Jon Habib de IGN señaló que el juego fue divertido de jugar una vez, criticando su falta de rejugabilidad y la eliminación del modo multijugador que estaba presente en Patrician III. Tanto Habib como Daniel Shannon de GameSpot sintieron que faltaba el combate de barcos, mientras que Shannon elogió la simulación política del juego. Shannon sintió que los fanáticos de los juegos de simulación comercial disfrutarían el título, pero que era poco probable que atraiga a nuevos fanáticos. Steven Loung de CGMagazine calificó el juego como un «asunto muy seco» y dijo que «simplemente no es divertido».